# Andorranskt medborgarskap

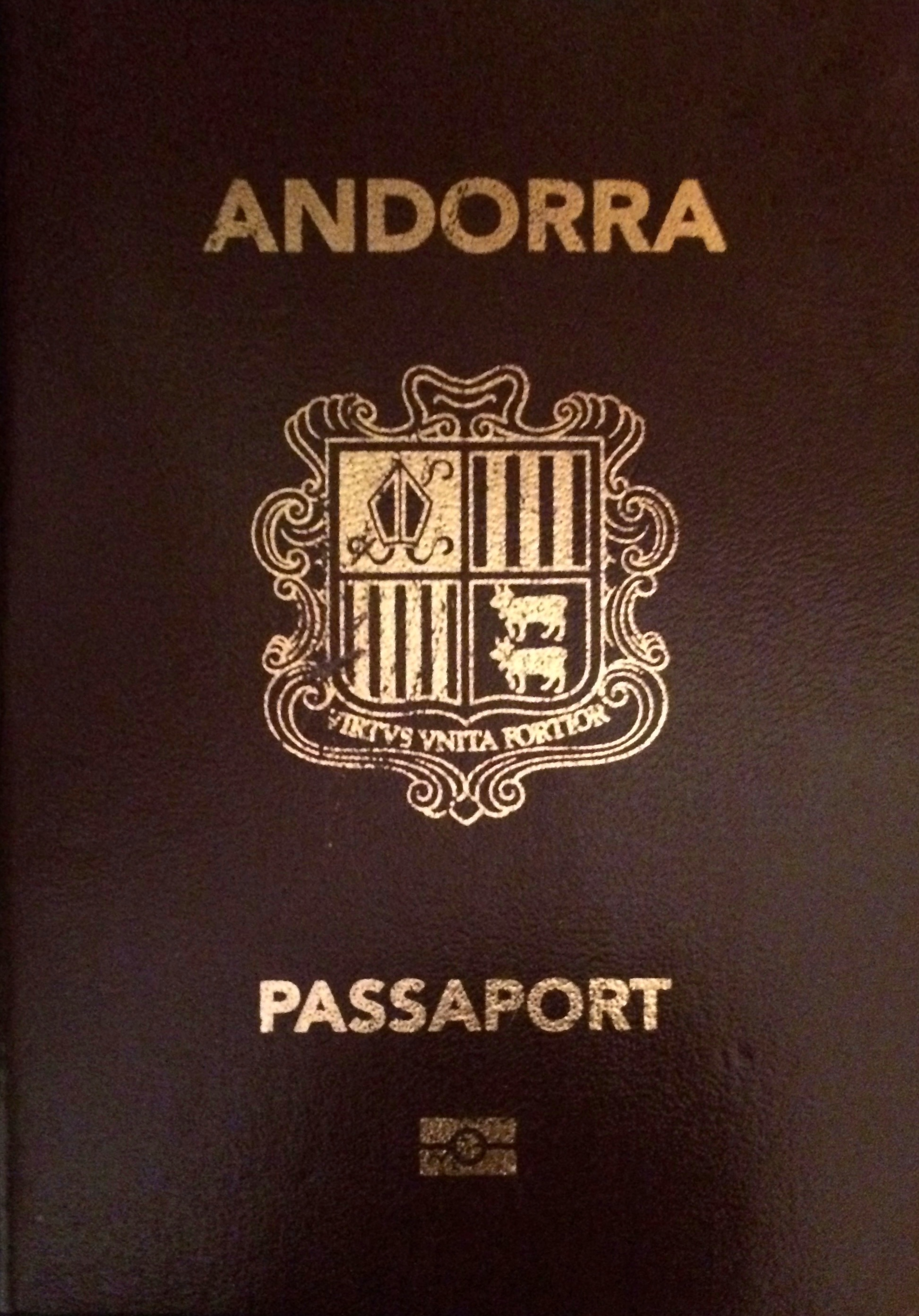
Andorranskt pass som landets medborgare kan ansöka om.

Andorranskt medborgarskap är den legala förbindelsen mellan furstendömet Andorra och en privatperson. Staten följer jus sanguinis-principen.

## Medborgarskap genom födelse
En infödd andorransk medborgare är en person som har åtminstone en förälder som hade landets medborgarskap vid personens födelse. Barn som är födda i Andorra får landets medborgarskap vid födelsen om hans eller hennes föräldrar har varit lagligt bosatta i Andorra åtminstone i 10 år oavsett deras ursprungliga medborgarskap. I sådana fall måste barnet anmäla senast vid 18 års-dagen om han eller hon vill behålla sitt andorranska medborgarskap.

## Medborgarskap genom ansökan
Man kan få Andorras medborgarskap genom ansökan om man ger upp sina andra medborgarskap, bor i landet i 20 år och har bevisat att ha integrerat till andorranskt samhälle. Väntetiden blir 10 år om ansökaren har klarat grundskolan i sin helhet i Andorra.

## Dubbelt medborgarskap
Andorras lag förbjuder dubbelt medborgarskap.